# Фалькон, Корнелия
Мария Корнелия Фалькон (фр. Cornélie Falcon; 28 января 1814, Париж — 25 февраля 1897, там же) — французская оперная певица, драматическое сопрано. В 1832—1837 годах пела в Большой опере Парижа.

## Биография
Родилась в семье портного. Сперва хотела стать монахиней, однако врождённый талант привёл её к учёбе вокалу в Парижской императорской консерватории. Ученица Адольфа Нурри.
Дебютировала в 18-тилетнем возрасте в 1832 году в Парижской опере партией Алисы в опере Джакомо Мейербера «Роберт-Дьявол», принёсшей ей успех. Её интерпретации Валентины в опере «Гугеноты» Мейербера и Рахиль в «Иудейке» Ф. Галеви настолько легендарны, что Корнелия Фалькон пользуется редкой привилегией: до сих пор французы говорят, что драматическое сопрано «поёт как сокол» (Фалькон).
В ноябре 1836 года, в возрасте двадцати двух лет, сыграла Эсмеральду в опере композитора Луизы Бертен. В 1837 году исполнила партию в опере «Страделла» Луи Нидермейера. На втором выступлении внезапно потеряла сознание прямо на сцене. По необъяснимым причинам потеряла голос. Затем выступала только один раз — в 1891 году.
Похоронена на кладбище Пер-Лашез.